# Região Metropolitana de Esperança
A Região Metropolitana de Esperança (RME) é uma região metropolitana brasileira localizada no estado da Paraíba, constituída pelo agrupamento de 9 municípios. Foi sancionada no dia 8 de junho de 2012 pelo governador da Paraíba, Ricardo Coutinho, e publicada no Diário Oficial da Paraíba no dia 9 de junho de 2012.

## Municípios
- Alagoa Nova
- Algodão de Jandaíra
- Areia
- Areial
- Esperança
- Montadas
- Pocinhos
- Remígio
- São Sebastião de Lagoa de Roça